# Emisfero australe

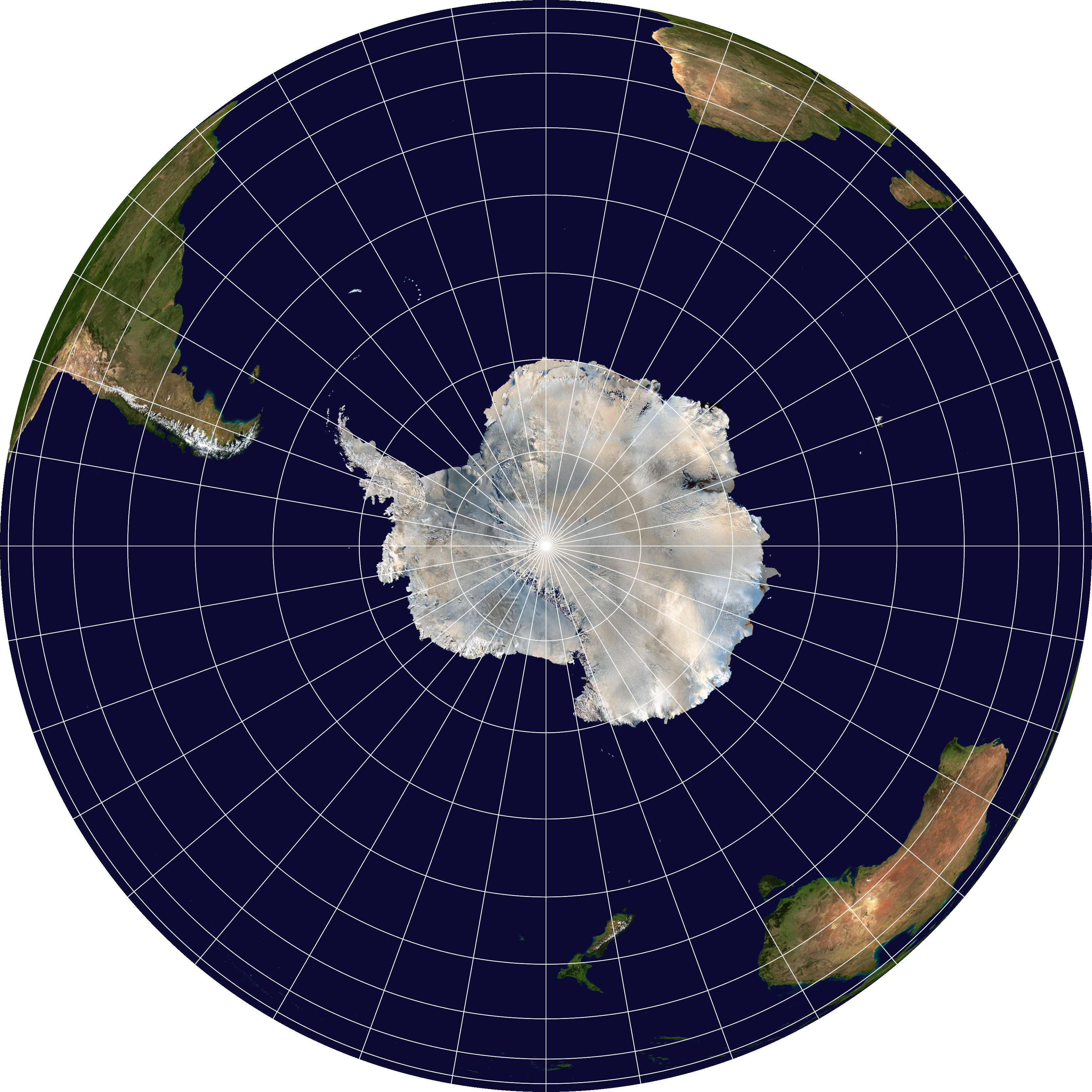
L'emisfero meridionale

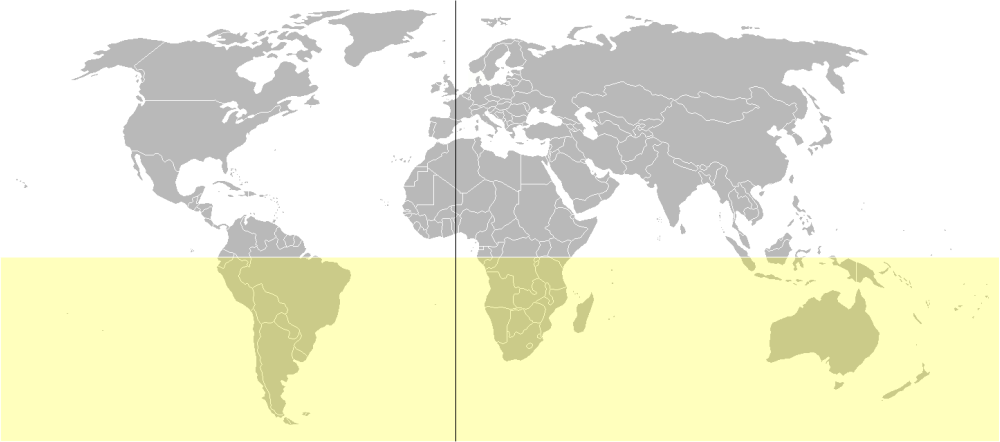
L'emisfero australe è evidenziato in giallo

L'emisfero australe, anche detto emisfero sud, emisfero meridionale o emisfero antiboreale, è la calotta semisferica del globo terrestre posta a sud dell'equatore terrestre, quindi con latitudine S. L'altra metà del globo è detta emisfero boreale.

## Nome
Il nome deriva dal greco αυστηρός, e cioè severo, rigoroso, aspro, secco, perché, anticamente, indicava l'ostro o austro, un vento caldo che, tuttora, nel Mediterraneo, spira da sud   e che, a sua volta, deriverebbe dal sanscrito aus/us = bruciare, disseccare, da cui derivano anche i termini aurora e austero. Non è da confondersi con il nome Austria, che invece sta a indicare più una traslitterazione del germanico Öster, cioè est.

## Descrizione
Su di esso si trovano i continenti:
- Africa meridionale

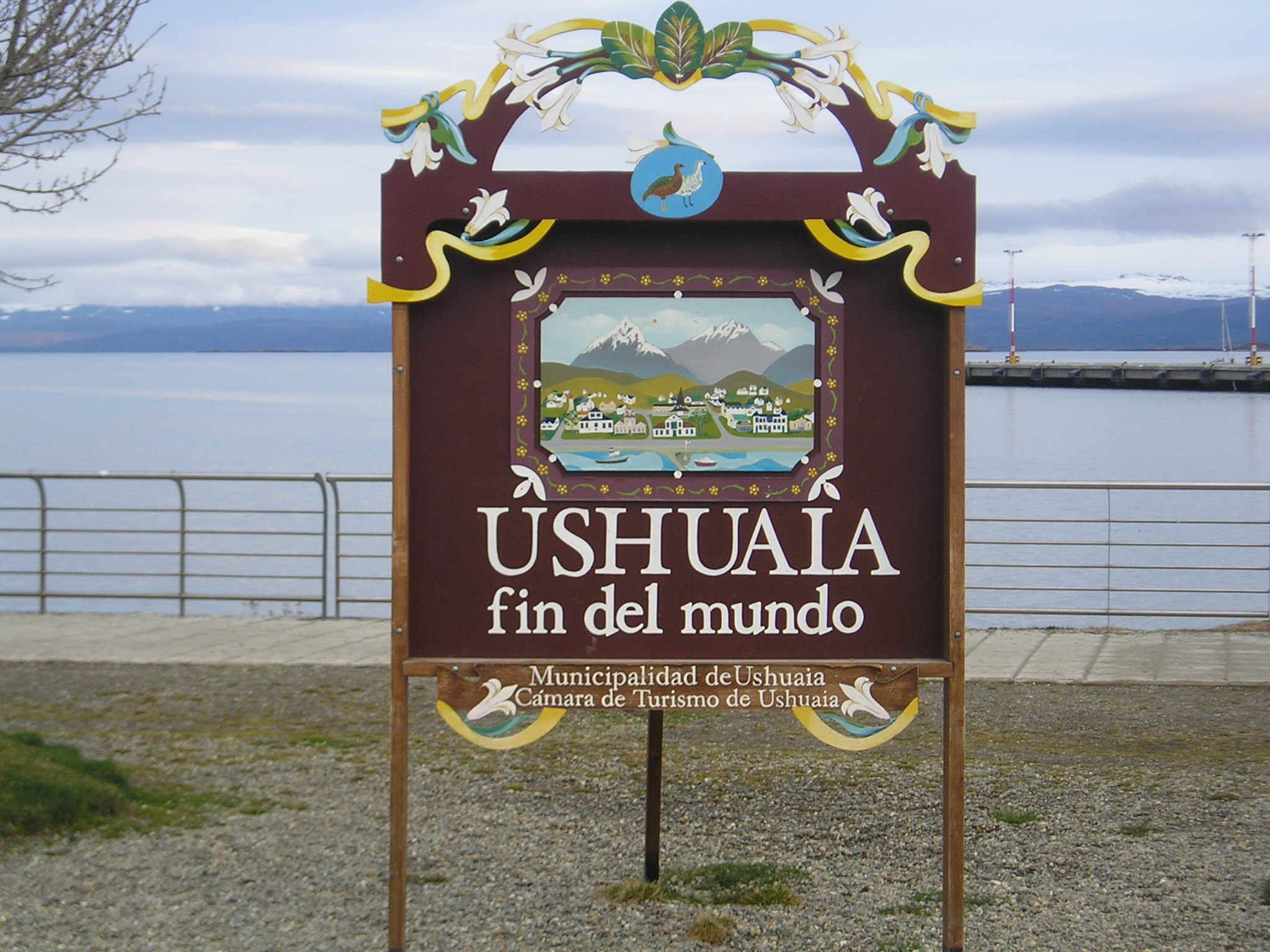
Manifesto con la legenda "Ushuaia, fine del mondo". Ushuaia in Argentina è la città più meridionale del mondo

- America meridionale del centro-sud
- Sud-est asiatico meridionale
- Oceania (ad eccezione di alcune isole, ad esempio Palau e parte di Kiribati)
- Antartide

ed i seguenti oceani:
- Oceano Atlantico meridionale
- Oceano Indiano centro-meridionale
- Oceano Pacifico meridionale
- Mari antartici

### Caratteristiche
L'emisfero australe ha molte meno terre emerse rispetto all'emisfero boreale. La regione polare australe è chiamata Antartico ed è mediamente più fredda dell'Artide. L'estate va dal 21 dicembre al 20 o 21 marzo, l'inverno dal 21 giugno al 21 o 23 settembre; il contrario dell'emisfero boreale.
Il portoghese è la lingua più parlata nell'emisfero sud, con l'Angola, il Mozambico, Timor Est e per finire con la più grande popolazione: il Brasile. A seguire vi è lo spagnolo parlato in: Argentina, Cile, Paraguay, Uruguay, Bolivia e Perù.

## Astronomia
In astronomia, si intende con emisfero celeste australe la parte di cielo situata a sud del piano equatoriale.